# 木村チヨ
木村 チヨ（きむら チヨ、1890年（明治23年）9月12日 – 1956年（昭和31年）7月2日）は、日本の政治家。衆議院議員（1期）。

## 来歴
福岡県宗像郡上西郷村（現:福津市）出身。1909年、私立技芸裁縫女学校卒。卒業後上京し政治経済研究所に勤める。結婚後は京都府相楽郡上狛町（現木津川市）に住む。
1946年の第22回衆議院議員総選挙では京都府から無所属で立候補し当選した。当選後、「福岡県立女学校卒業」という経歴が詐称であることが発覚した。翌1947年の第23回衆議院議員総選挙において民主党公認で立候補したが落選した。1956年の第4回参議院議員通常選挙で京都府から無所属で立候補したが選挙中の7月2日に狭心症で死去した。